# 斯圖傑尼齊亞 (季夫里夫區)
49°8′23″N 28°25′12″E / 49.13972°N 28.42000°E
斯圖傑尼齊亞（烏克蘭語：Студениця），是烏克蘭的村落，位於該國西南部文尼察州，由文尼察區負責管轄，始建於1537年，面積0.66平方公里，海拔高度248米，2001年人口92，人口密度每平方公里140.03人。